# Гордиенко, Анатолий Леонтьевич
Анато́лий Лео́нтьевич Гордие́нко (укр. Анатолій Леонтійович Гордієнко; род. 8 февраля 1938, Харьков) — украинский государственный деятель, депутат Верховной рады Украины 1-го созыва (1990—1994).

## Биография
Родился 8 февраля 1938 год в селе 
Моспаново Харьковской области]] в семье крестьян.
С 1952 года учился в Харьковском технологическом техникуме. С 1956 года работал мастером на Актюбинской прядильной фабрике, с 1957 года был вторым секретарём Актюбинского горкома ВЛКСМ.
С 1960 года проходил служба в Советской армии. С 1961 года работал на Харьковском машиностроительном заводе имени Ф. Э. Дзержинского («ФЭД»), где прошёл путь от контролёра ОТК до старшего инженера.
С 1966 года находился на комсомольской и партийной работе, был первым секретарём Киевского райкома ЛКСМУ, с 1969 года — инструктором орготдела Харьковского областного комитета КПУ, с 1970 года был первым секретарём Харьковского областного комитета ЛКСМУ. С 1960 года был членом КПСС.
В 1968 году окончил Харьковский политехнический институт имени В. И. Ленина по специальности «инженер-механик».
В 1973 году занял должность директора дирекции «Донец-Харьковводстрой» (Харьков), в 1980 году стал управляющим межобластным трестом «Харьковгазкомунстрой».
В 1990 году в ходе первых альтернативных парламентских выборов в Украинской ССР был выдвинут кандидатом в народные депутаты трудовым коллективом колхоза им. XXIII съезда КПСС Изюмского района Харьковской области, 18 марта 1990 года во втором туре был избран народным депутатом Верховного совета Украинской ССР XII созыва (в дальнейшем — Верховной рады Украины I созыва) от Изюмского избирательного округа № 379 Харьковской области, набрал 50,42 % голосов среди 4 кандидатов. В парламенте являлся членом комиссии по вопросам строительства, архитектуры и жилищно-коммунального хозяйства, входил в депутатскую группу «За советскую суверенную Украину». Депутатские полномочия истекли 10 мая 1994 года.
На парламентских выборах 1998 года был самовыдвиженцем по избирательному округу № 177 (Харьковская область), занял десятое место среди 21 кандидата, получив 2,75 % голосов, избран не был.
С 1999 по 2003 год был заместителем главы правления ОАО «Харьковгазстрой».
Награждён орденом Трудового Красного Знамени, имеет почётное звание «Заслуженный работник жилищно-коммунального хозяйства УССР».